# Varnița
Varnitsa (rumänska: Varniţa och ryska: Варница) är en stadsdel i Bender i nuvarande Moldavien/Transnistrien som är belägen cirka fyra kilometer norr om centrum. I början av 1700-talet var det en separat by.
Karl XII flyttade i juli 1711 sin förläggning med manskap och allt från kaserner vid floden Dnestrs krök i Benders västra utkant till just söder om byn Varnitsa. Den nya förläggningen utvecklades till en mindre stad och kom att kallas Karlopolis, där svenskarna bodde och som de facto var Sveriges huvudstad fram till kalabaliken i Bender 1713.

## Geografi och natur
Varnitsa är en ort i Moldavien.   Den ligger i distriktet Anenii Noi, i den östra delen av landet, 50 km öster om huvudstaden Chişinău. Varniţa ligger 94 meter över havet och antalet invånare är 4 000.
Terrängen runt Varniţa är platt. Runt Varniţa är det mycket tätbefolkat, med 1 573 invånare per kvadratkilometer. Närmaste större samhälle är Tighina, 3,9 km söder om Varniţa. Trakten runt Varniţa består till största delen av jordbruksmark.
Trakten ingår i den hemiboreala klimatzonen. Årsmedeltemperaturen i trakten är 12 °C. Den varmaste månaden är juli, då medeltemperaturen är 26 °C, och den kallaste är januari, med −6 °C. Genomsnittlig årsnederbörd är 807 millimeter. Den regnigaste månaden är januari, med i genomsnitt 133 mm nederbörd, och den torraste är april, med 30 mm nederbörd.